# Festa Literária Internacional de Cachoeira
A Festa Literária Internacional de Cachoeira (Flica) é um festival literário que acontece anualmente no mês de outubro na cidade histórica de Cachoeira, situada no Recôncavo baiano, realizada em parceria com a Cachoeira Literária (Cali) e a Bahia Eventos, empresa de entretenimento da Rede Bahia. Sua primeira edição ocorreu no ano de 2011. 
Aborda temas ligados à literatura, à história, às questões político-sociais, além de entretenimento e educação. O público também pode conferir uma programação musical gratuita durante todos os dias do evento. A Fliquinha, é voltada especialmente para o público infantil.
Na sua edição de 2014, o evento contou pela primeira vez com um homenageado oficial: a ialorixá Mãe Stella de Oxóssi.